# Morphium (2003)
Morphium (Originaltitel: Sad Cypress) ist eine Langfolge aus der neunten Staffel der britischen Fernsehserie Agatha Christie’s Poirot aus dem Jahr 2003 von David Moore. Es ist die Verfilmung des gleichnamigen Romans von Agatha Christie aus dem Jahr 1940.

## Handlung
Nach dem plötzlichen Ableben der durch einen Schlaganfall gezeichneten Laura Welman, stirbt auch die junge Mary Gerrard. Allerdings durch eine tödliche Dosis Morphium, die sie sich nicht selbst verabreicht haben kann. Es scheint, dass die Täterin Elinor Carlisle ist, die Alleinerbin von Laura Welmans Vermögen. Ihr vordergründiges Motiv ist Eifersucht, ihre Tatwaffe ein vergiftetes Lachssandwich. Elinors Doktor namens Peter Lord bittet Hercule Poirot um Hilfe. Ein anfangs völlig eindeutiger Fall, erweist sich plötzlich als widersprüchlich. Poirots gelangweilte "graue Zellen" laufen zu Hochform auf. Als er die tatsächliche Mörderin stellt, bezahlt er seinen unstillbaren kriminalistischen Trieb allerdings beinahe mit dem Leben. Nur durch List entgeht er seiner eigenen Vergiftung.

## Drehorte
Die Verfilmung wurde in Dorney Court (Buckinghamshire), England, gefilmt.

## Kritiken
Robert Pardi von TV Guide lobt die guten Darstellungen der Schauspieler im Film. Der Film sei eine verzwickte „Wer war der Mörder“-Geschichte (engl. Whodunit), selbst für die Standards von Agatha Christie.
Angus Wolfe Murray von Eye for Film findet, dass das Drehbuch, die Regie und die Darstellungen sehr gut sind.
Great Detectives gibt dem Film 5 von 5 Punkten. Der Film sei eine der besten Romanadaptionen. Die Produzenten hätten ihre Arbeit gut gemacht, indem sie die Zuschauer auf jede Menge Irrwege schicken und sie bis zuletzt über die Umstände des Mordes rätseln lassen.

## Belege
1. ↑   Freigabebescheinigung für Morphium. Freiwillige Selbstkontrolle der Filmwirtschaft, November 2012 (PDF; Prüfnummer: 135 991 V).
2. ↑  Sad Cypress
3. ↑  Poirot: Agatha Christie's Poirot - Sad Cypress
4. ↑  Telefilm Review: Sad Cypress